# Roberto Tucci
Roberto Tucci S.J. (Napels, 19 april 1921 – Rome, 14 april 2015) was een Italiaans geestelijke en een kardinaal van de Rooms-Katholieke Kerk.
Tucci was de zoon van een Italiaanse vader, Mario Tucci, en een Britse moeder, Eugenia Watt Lega, die behoorde tot de Anglicaanse Kerk. In deze kerk werd hij ook gedoopt. In zijn jeugd besloot hij over te gaan tot het rooms-katholicisme. Hij trad op 1 oktober 1936 toe tot de orde der Jezuïeten. Hij studeerde bij enkele seminaries in Napels en Gallarate. Aan de Katholieke Universiteit Leuven behaalde hij een graad in de theologie, waarna hij promoveerde aan de Pauselijke Universiteit Gregoriana in Rome. Hij werd op 24 augustus 1950 priester gewijd. Vervolgens werd hij hoogleraar aan het seminarie San Luigi in Napels.
Tucci begon met de uitgifte van een tijdschrift, Rassegna di Teologia. Hij was lid van de voorbereidingscommissie met betrekking tot het lekenapostolaat ten behoeve van het Tweede Vaticaans Concilie. Dit concilie woonde hij als expert bij. Van 1965 tot 1989 was hij raadsman van de Pauselijke Commissie voor de Kerkelijke Beoordeling van Films over Religieuze of Morele Onderwerpen (later: Raad voor de Sociale Communicatiemiddelen). In 1973 trad hij in dienst van Radio Vaticaan waar hij directeur-generaal werd. Vanaf 1982 organiseerde hij – als reismaarschalk van Zijne Heiligheid – alle buitenlandse reizen van paus Johannes Paulus II. Hij verkeerde tijdens al deze reizen dan ook in het gevolg van de paus. Op 1 januari 1986 werd hij benoemd tot voorzitter van de raad van bestuur van Radio Vaticaan. Hij ging in 2001 met pensioen.
Tijdens het consistorie van 21 februari 2001 werd Tucci kardinaal gecreëerd. Hij kreeg de rang van kardinaal-diaken. Zijn titeldiaconie werd de Sant'Ignazio di Loyola in Campo Marzio. Gelet op zijn hoge leeftijd, Tucci was al bijna tachtig jaar, moet zijn verheffing vooral worden gezien als dankbetoon voor bewezen diensten. Op 22 februari 2011 werd hij kardinaal-priester. Zijn titeldiakonie werd pro hac vice zijn titelkerk.
- Bibliothèque nationale de France: cb137554302 (data)
- Gemeinsame Normdatei: 1060520540
- International Standard Name Identifier: 0000 0001 1286 6280
- Library of Congress Control Number: n2013007820
- Istituto Centrale per il Catalogo Unico: LO1V089046
- Système universitaire de documentation: 067031935
- Virtual International Authority File: 301250051
- WorldCat: E39PBJrCdj7BC6VYKbfdwCpByd